# Richard Balandras

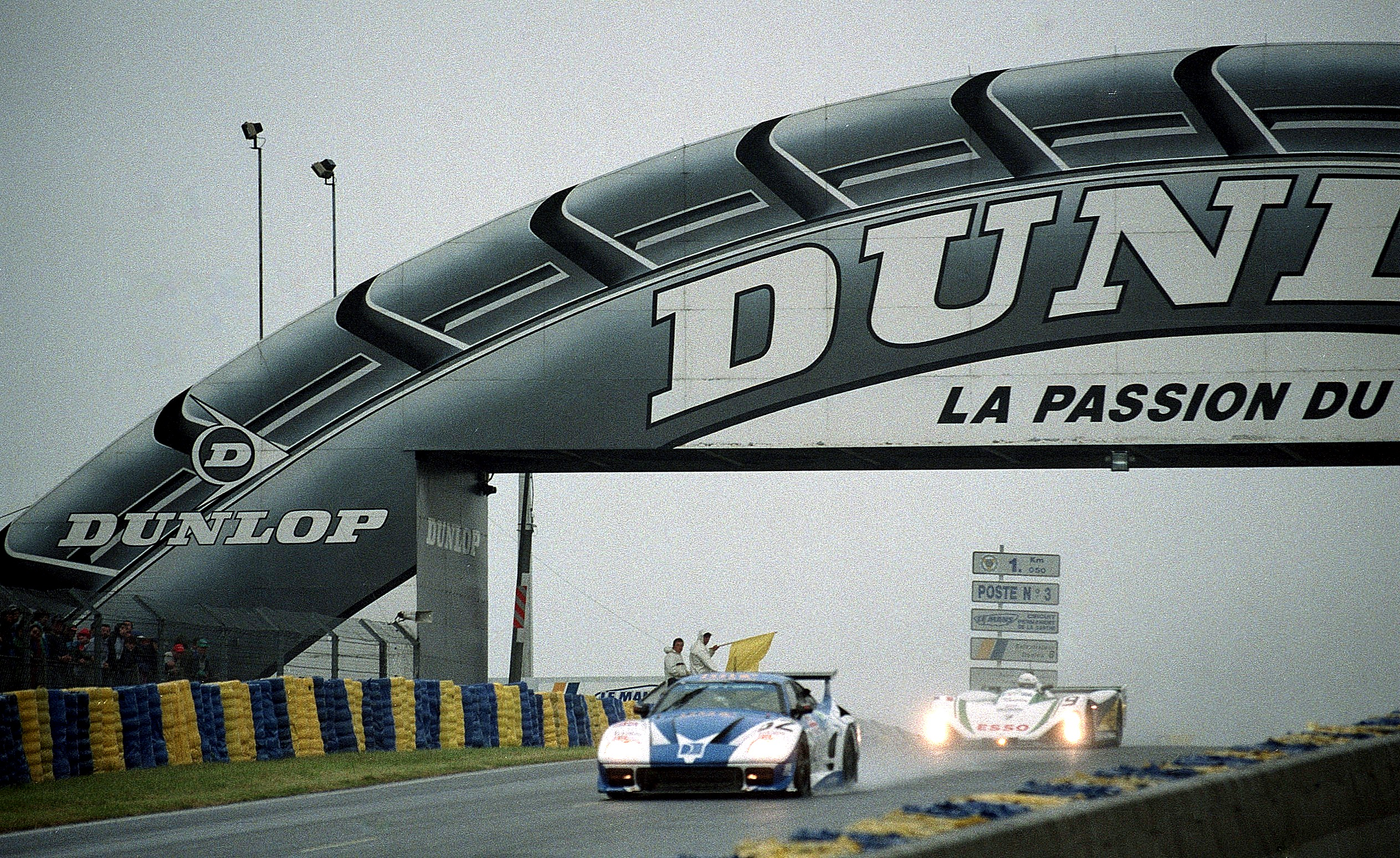
Der WR LM94 (rechts) von Jean-Bernard Bouvet, William David und Richard Balandras beim 24-Stunden-Rennen von Le Mans 1995

Richard Balandras (* 21. Oktober 1969 in Clermont-Ferrand) ist ein ehemaliger französischer Automobilrennfahrer.

## Karriere als Rennfahrer
Richard Balandras begann seine Karriere in der Formel Ford, wo er zwischen 1988 und 1992 in der französischen Meisterschaft aktiv war. Seine beste Saison hatte er 1992, als er am Ende des Jahres Gesamtfünfter in diesem Championat wurde. 
1993 wechselte er in den GT- und Sportwagensport und gab sein Debüt beim 24-Stunden-Rennen von Le Mans. Dreimal war er beim Langstreckenrennen in Westfrankreich am Start. Mit dem 20. Rang beim ersten Einsatz erreichte er 1993 die beste Platzierung im Schlussklassement. 
In den 2000er-Jahren war er regelmäßig in der französischen GT-Meisterschaft engagiert. 2005 wurde er im dortigen GT-Cup Gesamtdritter. Seine letzte aktive Saison hatte er 2013, als er ein Rennen zur V de V Michelin Endurance Series bestritt.

## Statistik

### Le-Mans-Ergebnisse
| Jahr | Team          | Fahrzeug    | Teamkollege         | Teamkollege   | Platzierung | Ausfallgrund |
| ---- | ------------- | ----------- | ------------------- | ------------- | ----------- | ------------ |
| 1993 | Graff Racing  | Spice SE89C | Jean-Bernard Bouvet | Bruno Miot    | Rang 20     |              |
| 1995 | Welter Racing | WR LM94     | Jean-Bernard Bouvet | William David | Ausfall     | Benzinpumpe  |
| 2000 | Rachel Welter | WR LMP      | Sylvain Boulay      | Yōjirō Terada | Rang 26     |              |